# Académie estonienne des affaires intérieures
L'académie estonienne des affaires intérieures (estonien : Eesti Sisekaitseakadeemia, sigle SKA)  est une école supérieure publique située à Tallinn en Estonie,.

## Présentation
Les travaux de l'Académie des affaires intérieures se déroulent dans trois centres d'études :
- Académie des affaires intérieures de Kose ;
- École Paikuse de la police et des gardes-frontières du comté de Pärnu ;
- École du sauvetage à Väike-Maarja à Lääne-Virumaa.

En outre, l'Académie des affaires intérieures comprend les unités suivantes :
- Centre de dressage de chiens d'assistance de l'Académie de la Défense nationale à Muraste ;
- Centre de formation continue de l'Académie des affaires intérieures ;
- Centre des technologies éducatives innovantes ;
- Institut de sécurité intérieure.

## Recteurs
- Eduard Raska,  1991–1998
- Heiki Loot,  1998–2003
- Peeter Järvelaid,  2003–2005
- Priit Männik,  2005–2010
- Lauri Tabur,  2010–2015
- Katri Raik,  2015–2018
- Marek Link,  2019